# Réseau national des destinations départementales
Le Réseau national des destinations départementales (Rn2D),  est un réseau français rassemblant 110 adhérents : Agences de développement et/ou de réservation touristiques (Comité départemental du tourisme, et/ou Service Loisirs Accueil). Il constitue un réseau fort et dynamique au service du développement du tourisme départemental.
Le Réseau national des destinations départementales est né, en 2009, de la fusion de la fédération nationale des comités départementaux du tourisme  et de la fédération Loisirs Accueil France.
Cependant, le rapport Woerth sur la simplification et la rationalisation des competences des collectivités locales remis en mai 2024 au président de la République préconise la suppression de la compétence tourisme aux départements.
Le premier ministre a annoncé proposer plusieurs lois dans la continuité de ce rapport pour fin 2024. La suppression des organismes départementaux du tourisme semble donc programmée à l'horizon 2025.

## Ses missions
- Représentation des adhérents (ou de leurs intérêts).
- Animation du réseau d’adhérents.
- Analyse et Expertise.
- Mutualisation de moyens.
- Diffusion d’information au grand public et aux professionnels

## Ses adhérents
Les comités départementaux du tourisme (CDT) sont créés par les conseils généraux. Ils exercent leur compétence dans le cadre de la loi n° 92-1341 du 23 décembre 1992 qui fixe l'action respective de l'état, des Comités départementaux du tourisme et des offices de tourisme et syndicats d'initiative.
Leurs principales missions sont notamment de :
- Fédérer, informer et stimuler tous les acteurs publics et privés de son département.
- Analyser, conseiller, évaluer et élaborer, notamment la stratégie de développement touristique du département.
- Collecter, gérer, qualifier et mettre à disposition les informations touristiques (observation touristique).
- Faire la promotion de son offre touristique en France et à l'étranger.
- Gérer et animer des filières infra départementales afin de développer la mise en marché.

## Quelques chiffres
- 110 adhérents
- plus de 2 000 salariés
- 96 départements représentés en France métropolitaine et DOM-TOM

## Responsables et représentants
- Président : Jean Pierre Serra
- Directrice : Véronique Brizon
- Équipe : Christel Berlingue - Pascale Vinot - Claire Bourgeois - Florence Le Gall - Cory Bellessa.
- Bureau (au 16/09/2011) : Jean-Pierre Serra (Président) - Raymond Massip (Président délégué) - Claude Rezza (Vice-Président) - Carole Grosman (Vice-Présidente) - Pascale Lambert (Trésorière) - Pierre Spirito (Trésorier adjoint) - Lionel Walker (Secrétaire Général) - Nicole Bouillon (Secrétaire Générale adjointe).

## Fédération nationale des organismes institutionnels de tourisme
Par ailleurs, ADN Tourisme est née le 11 mars 2020 du regroupement des trois fédérations historiques des acteurs institutionnels du tourisme : Offices de Tourisme de France, Tourisme & Territoires et Destination Régions.